# 스타일난다
난다(영어: NANDA, 상표: 스타일난다)는 대한민국의 의류 및 화장품 제조, 인터넷 쇼핑몰 운영 기업이다.